# Poly Pazhou C2
El Poly Pazhou C2 es un rascacielos situado en Cantón, China. Sus obras empezaron en 2013 y se completaron en 2017. Tiene una altura de 311 metros y 61 pisos, que lo hacen el sexto edificio más alto de Cantón y el 49.º más alto de China.